# Joachim Riecker
Joachim Riecker (* 1963 in Wuppertal) ist ein deutscher Journalist, Historiker und Pressesprecher.
Riecker war von 1999 bis 2015 Leitender Redakteur und bundespolitischer Korrespondent der Märkischen Allgemeinen Zeitung. Außerdem schrieb er für die Neue Zürcher Zeitung. 2004 promovierte er an der TU Berlin bei Werner Dahlheim über antike Vorbilder in der US-amerikanischen Außenpolitik. Von 2016 bis 2020 war er stellvertretender Sprecher der CDU/CSU-Bundestagsfraktion sowie Sprecher des Ersten Parlamentarischen Geschäftsführers Michael Grosse-Brömer und war ab 1. April 2020 Sprecher der Beauftragten der Bundesregierung für Kultur und Medien, Kulturstaatsministerin Monika Grütters. Von 2018 bis 2022 leitete Robin Mishra die Stabsstelle Kommunikation und Digitalisierung bei der Beauftragten der Bundesregierung für Kultur und Medien. Der frühere Sprecher des Grünen-Vorstands, Jens Althoff, wurde anschließend neuer Kommunikationschef von Kulturstaatsministerin Claudia Roth, berichtete The Pioneer. Er folgte auf Robin Mishra, als bisheriger Leiter Kommunikation und Digitalisierung im Amt der Bundesbeauftragten für Kultur und Medien.
Joachim Riecker übernahm bei der Beauftragten der Bundesregierung für Kultur und Medien neue Aufgaben im Bereich Geschichte und Erinnerung.

## Veröffentlichungen
- Hitlers 9. November. Wie der Erste Weltkrieg zum Holocaust führte. Berlin 2009, ISBN 	978-3-937989-57-0.
- „Das Geheimnis der Freiheit ist Mut“. Antike Vorbilder in der amerikanischen Außenpolitik von Theodore Roosevelt bis Bill Clinton. Paderborn 2006, ISBN 978-3-506-71384-1.
- Ware Lust. Wirtschaftsfaktor Prostitution. Frankfurt am Main 1995, ISBN 978-3-596-12171-7.